# Robert Chazal
Robert Chazal (Saint-Nom-la-Bretèche, 3 de setembro de 1912 — Île-de-France, 12 de abril de 2002) foi um crítico de cinema francês.